# Hypocysta lepida
Hypocysta lepida är en fjärilsart som beskrevs av Jordan 1924. Hypocysta lepida ingår i släktet Hypocysta och familjen praktfjärilar. Inga underarter finns listade i Catalogue of Life.